# Criocère
Taxons concernés
Dans la famille des Chrysomelidae :
- Les genres :
  - Crioceris,
  - Lilioceris,
  - Oulemamodifier

Criocère est un nom vernaculaire ambigu désignant en français certaines espèces d'insectes coléoptères de la famille des Chrysomelidae, de la sous-famille des Criocerinae. 
Certaines espèces sont connues comme étant des ravageurs des plantes cultivées :
- criocère de l'asperge : Crioceris asparagi ;
- criocère à douze points Crioceris duodecimpunctata (qui nuit aussi aux asperges) ;
- criocère du lis : Lilioceris lilii ;
- criocères des céréales : Oulema melanopus, Oulema gallaeciana.

## Étymologie
Le terme criocère dérive du grec ancien κριοκέρατος, kriokératos (« à corne de bélier »), composé de κριός, krios (« bélier ») et κέρας, κέρατος, kêras, kératos (« corne »).